# Marc-Fabien Bonnard
Pour les articles homonymes, voir Bonnard.
Marc-Fabien Bonnard, né le 10 octobre 1945 à Ménilmontant, Paris, est un parolier, un scénariste et un écrivain français. Il est le fils de l'universitaire Henri Bonnard.
Marc-Fabien Bonnard suit tout d'abord des études à l'École supérieure de journalisme puis, en 1964, rédacteur chez Cinémonde, il rencontre Anouk Aimée. 
Initialement attiré par le cinéma, il devient parolier par hasard, et c'est cette attirance qui lui font écrire pour quelques acteurs : Marie-Christine Barrault, Henri Guybet, Bernard Menez,…

## Parolier
Marc-Fabien Bonnard écrit les paroles de 300 chansons environ, pour Dalida (Des gens qu'on aimerait), Annie Cordy (Ma vie est une comédie musicale), Mireille Mathieu (La liberté sur l'Atlantique), Bernard Menez (Jolie Poupée), Monique Leyrac (C'est toute une musique). En octobre 2011 (Que le rêve commence), adaptation de l'hymne national pour la coupe du Monde de Rugby, interprétée par Hayley Westenra.

## Scénariste
Marc-Fabien Bonnard écrit tout d'abord "Quand notre cœur fait boum", un épisode du feuilleton "Une famille pas comme les autres" avec Jean Lefebvre diffusé sur France 3 en 1993.
Auteur de plusieurs sketchs pour la télévision : Le parti d'en rire, il réalise en 2000 un court-métrage Hélène la mouche, avec Luis Rego.

## Écrivain
En 2004, il publie son premier roman,  "L'homme qui aimait les chansons" qui abonde d’anecdotes sur le showbiz, et notamment sur Mireille, Michel Berger, Véronique Sanson, Charles Aznavour, Marie-Christine Barrault, Jean-Jacques Beineix, Anouk Aimée,…
Son deuxième roman, "Femmes la nuit... pour faire de beaux rêves", est un recueil de textes inédits consacrés aux femmes.
En 2006, il fait paraître son troisième livre "Les vagues embrassent les châteaux de sable" qui raconte les histoires de couples en vacances en zone de turbulences.
En 2008, parution du Roman "Une douceur incessante" (Editions du bout de la rue).
En 2015, "Abécédaire d'un sexagénaire" (Editions du bout de la rue).
En 2016, "C'est peut-être ça la vie" (Fabienne Cara-Dupré et Marc-Fabien Bonnard) (Editions L'harmattan).